# Lampaseh Aceh
Lampaseh Aceh is een bestuurslaag in het regentschap Banda Aceh van de provincie Atjeh, Indonesië. Lampaseh Aceh telt 1745 inwoners (volkstelling 2010).